# Neotragus pygmaeus
El antílope enano o real (Neotragus pygmaeus) es una especie de mamífero artiodáctilo de la familia Bovidae propio de África Occidental. Su hábitat principal es la selva. Es ramoneador. Mide 25 a 30 cm de altura y de 40 a 50 cm de largo; pesa de 2 a 3 kg. Sus principales depredadores son el leopardo, el ratel, las águilas, la pitón reticulada y los varanos.